# Fangowie

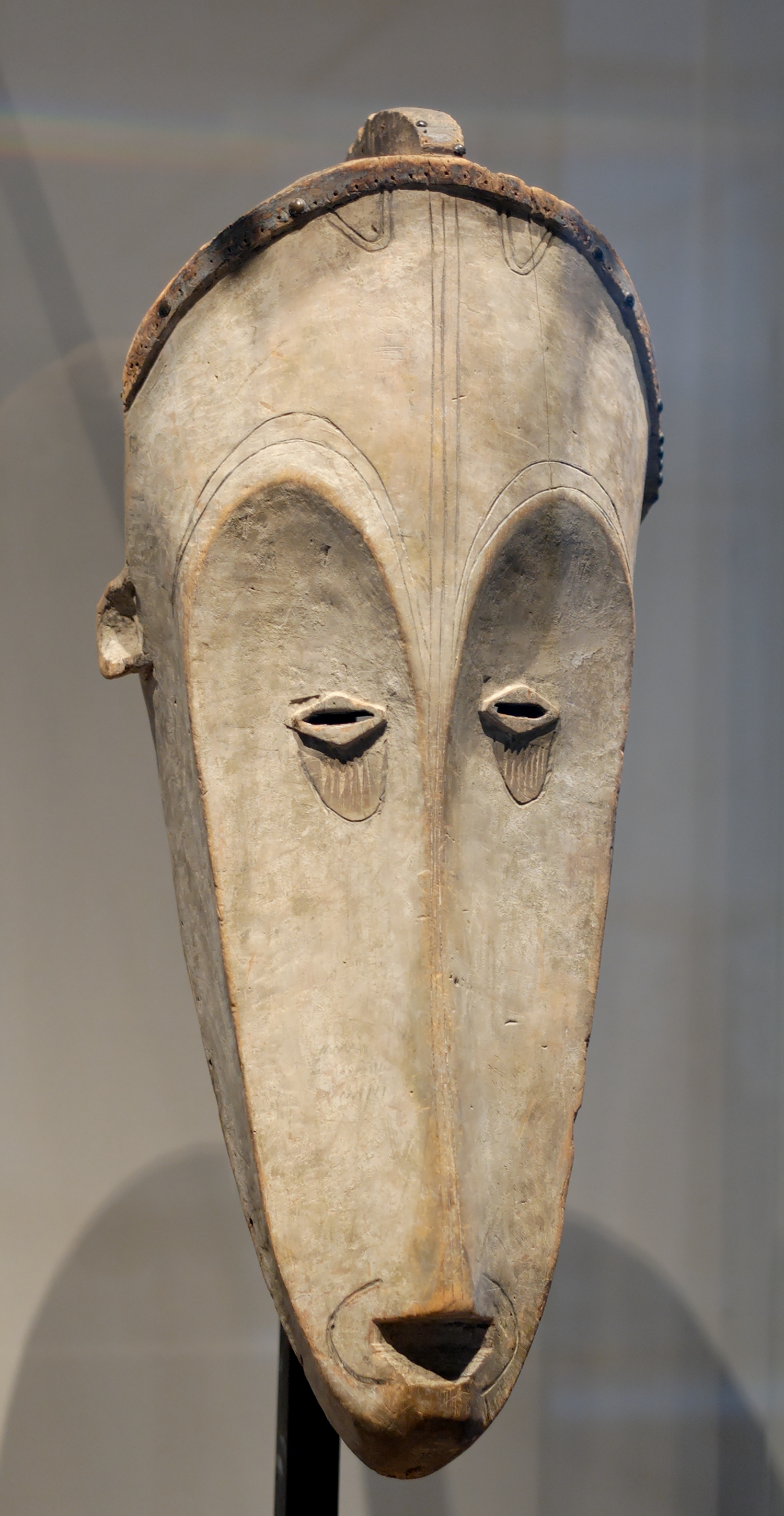
Maska ceremonialna Fangów z Gabonu. XIX w., Luwr

Fangowie (także: Fang, Fan, Pahuin, Pangwe) – grupa etniczna z grupy językowej Bantu rozpowszechniona w trzech krajach Afryki Centralnej: Gwinei Równikowej (80% ludności), Gabonie (32%) i w Kamerunie (15% mieszkańców). Fangowie porozumiewają się w językach okak, ntoumou, mvai, nzaman, betsi, zaliczanych do grupy języków bantu. Grupą pokrewną do Fangów są Beti, porozumiewający się w językach ewondo, eton, bulu, manguissa, bene, fong.
Prawdopodobnie wywodzą się z obszarów sawanny, w legendach wskazują na praojczyznę daleko na północnym wschodzie, gdzie mieli mieć kontakt z białoskórymi znającymi wytop żelaza i hodowlę koni.
Obecnie większość ludności grupy jest chrześcijanami, gdyż na tych terenach w początkach XX wieku pojawili się chrześcijańscy misjonarze. Pomimo tego istnieją mocne powiązania z wierzeniami Mitsogo. Wśród Fangów są również muzułmanie.
Fangowie znani są ze swoich wyrobów rzeźbiarskich. Podczas kolonizacji jako środka płatniczego używali miedzi i żelaza. Dziś żyją głównie z uprawy kakao i rybołówstwa.
Najsłynniejszym przedstawicielem grupy jest były prezydent Gabonu Léon M'ba.

## Muzyka
Szczególnie ważny dla kultury Fangów jest styl muzyczny mvett, którego nazwa pochodzi od nazwy instrumentu. Inne charakterystyczne style muzyczne to elone, ebolaza i  gaulle. Artyści Fang tworzą zouk i hip-hop. Bardzo popularnym stylem muzycznym jest także bikutsi, jednak jest to styl ze stolicy Kamerunu, a więc związany bardziej z ludem Ewondo niż Fang, mimo że jest znany także wśród nich.
Do najbardziej popularnych artystów Fang należą Alexis Abessolo, Pierre Claver Zeng, Vibration, Kalvino, Maele Ndong.

## Ślub u Fang
Ślub u ludu Fang jest złożoną i długą procedurą, która dzieli się ogólnie na trzy etapy. Pierwszym są zaręczyny (dzang), kolejnym złożenie posagu (nsoua biki) – posagiem nazywa się to, co mężczyzna daje rodzinie panny młodej w celu poślubienia jej. Ta część rytuału jest bardzo istotna, wielu mężczyzn oddaje duże powierzchnie ziemi, czasem buduje domy rodzicom panny młodej, by przekonać ich, że jest się godnym poświęcenia z miłości do ich córki. W ostatnim etapie rodzina panny młodej odprowadza ją do jej nowej rodziny (Be Yale). Każdy z tych etapów może trwać miesiące lub lata.